# São Luís Gonzaga do Maranhão
São Luís Gonzaga do Maranhão est une municipalité brésilienne située dans l'État du Maranhão.